# 596 aC
L'any 596 aC es un any del calendari gregorià. En l'Imperi Romà havia estat conegut com l'any 156 Ab urbe condita. La denominació de 596 aC per aquest any ha estat utilitzada des de principis de l'edat mitjana, quan es va establir l'era del calendari de l'Anno Domini per denominar els anys.

## Esdeveniments

### Europa
- 46ens Jocs Olímpics de l'Antiguitat.[1]
- El tirà de Sició Clístenes allibera la ciutat del domini d'Argos. Aquest tirà duu a termes reformes antiaristocràtiques i prohibeix la lectura pública d'Homer (data aproximada).[2]
- Elam és conquerida per Babilònia.[2]

### Antiga Xina
- A la primavera l'estat de Qi s'enfronta a Ju.[3]

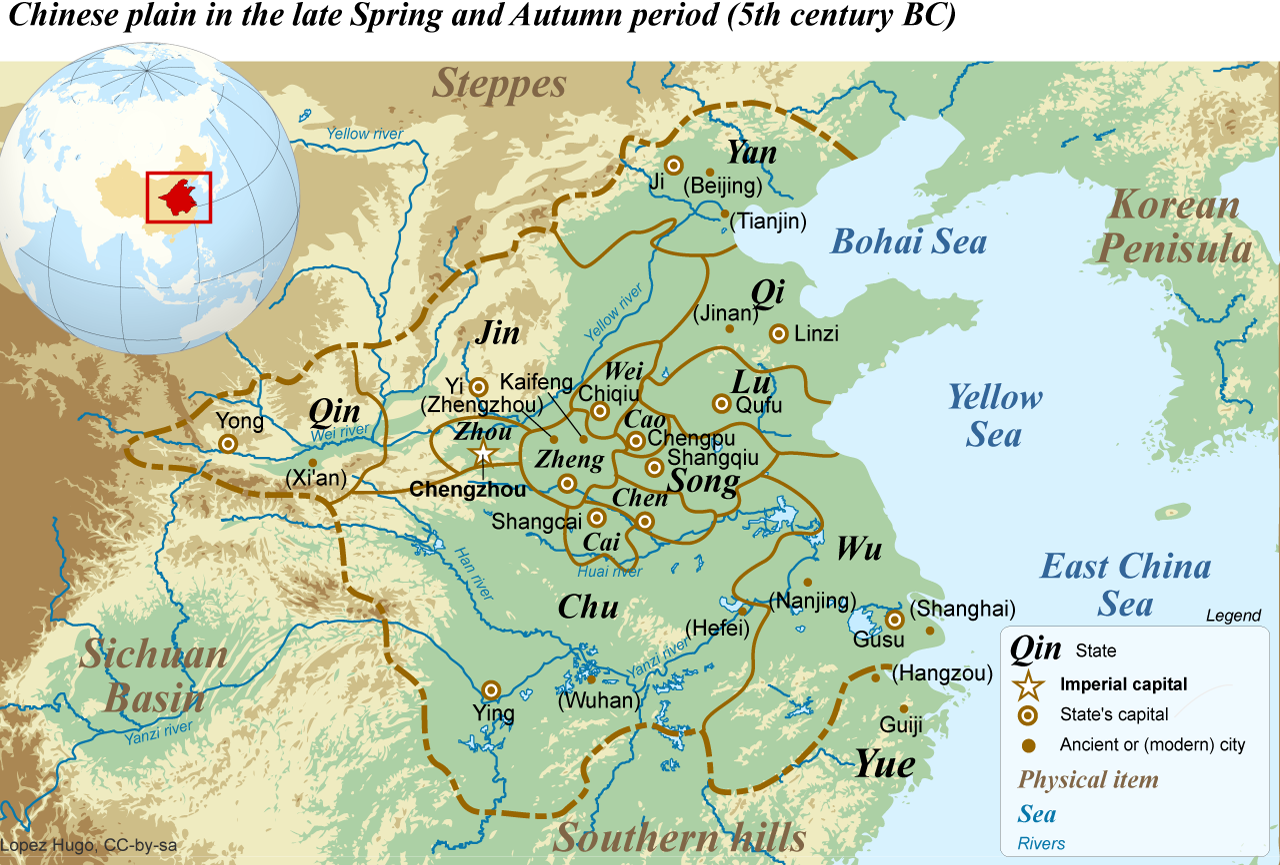
L'Antiga Xina del segle V a.C.

- A l'estiu, el príncep de Chu ataca Song però és derrotat.[4]
- A la tardor, a Lu pateix una plaga de llagostes.[5]
- El governant Jin manifesta la seva insatisfacció vers Wei. Degut a això, el dignatari Wei és executat.[6]
- Xian Hu, comandant Jin, fuig a Di perquè tem que sigui executat i comença a planejar enfrontar-se amb el governant Jin. Per això, el príncep Jin executa la seva família.[7] Els invasors di són derrotats pels Jin i Xian Hu és executat a l'hivern.[8]

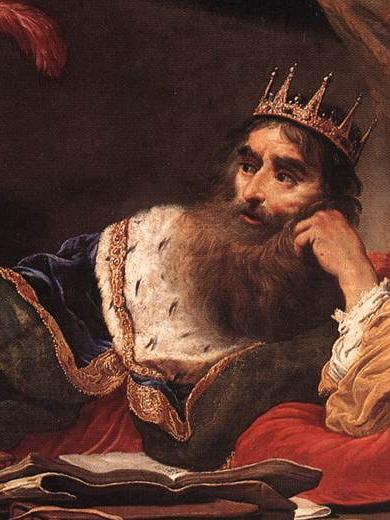
Detall de rei Cresos en una pintura de Claude Vignon

## Naixements
- Cresos, últim rei de Lídia que regnà entre els anys 560 aC i el 546 aC. Era fill del rei Aliates II (data aproximada).[9]